# 슈피텔마르크트역
슈피텔마르크트역(U-Bahnhof Spittelmarkt)은 베를린 미테구 미테에 있는 U2의 역이다. 1908년 10월 1일에 개통했다. 슈프레 운하 방면으로 채광창이 뚫려 있어서 역에는 자연 채광이 가능하다. 엘리베이터가 설치되어 있다.

## 역사

### 계획과 건설

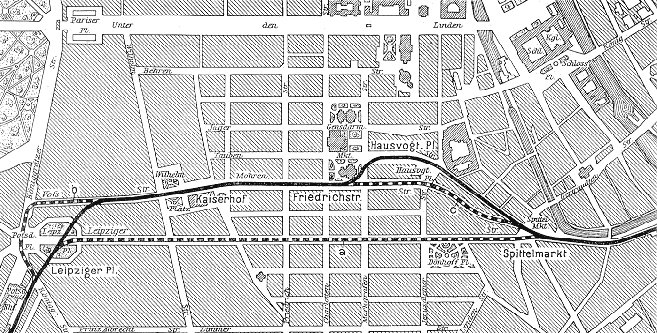
라이프지거 플라츠-슈피텔마르크트간 노선 계획. 검은색 실선이 실제 노선이다.

호흐반게젤샤프트에서 첫 노선을 건설한 이후 노면 전차와 베를린 도심선으로만 도달할 수 있었던 베를린의 역사적 도심으로의 노선 건설을 계획했다. 기존에 포츠다머 플라츠역까지 이어진 노선을 연장하여 건설하기로 했다. 첫 구간으로 포츠다머 플라츠-슈피텔마르크트, 그 후 알렉산더 광장을 거쳐서 쇤하우저 알레 방면으로 연장선을 건설할 계획이었다.
포츠다머 플라츠-슈피텔마르크트 구간은 약 2.3 km 길이였지만, 베를린의 도시 구조, 지질학적인 이유, 지역 정치적인 이유로 인하여 건설에 어려움을 겪었다. 포츠다머 플라츠역을 철거하고 인접한 위치에 새로 지으려고 했던 계획은 시에서 반대했으나, 경찰의 협력을 구해서 실현할 수 있었다. 노선의 경로 문제로, 베를린 시에서는 도로 손상 최소화, 거주자에 대한 소음 피해 최소화, 노면 전차와의 경쟁 억제를 위해서 라이프치거 슈트라세(Leipziger Straße)를 따라가는 노선을 원했다. 한편 호흐반게젤샤프트에서는 빌헬름플라츠, 잔다르멘마르크트, 하우스포그타이플라츠를 따라가는 대체 경로를 제안했다. 1906년 11월 19일이 되어서야 포츠다머 플라츠-슈피텔마르크트 구간 건축 허가가 내려졌다.

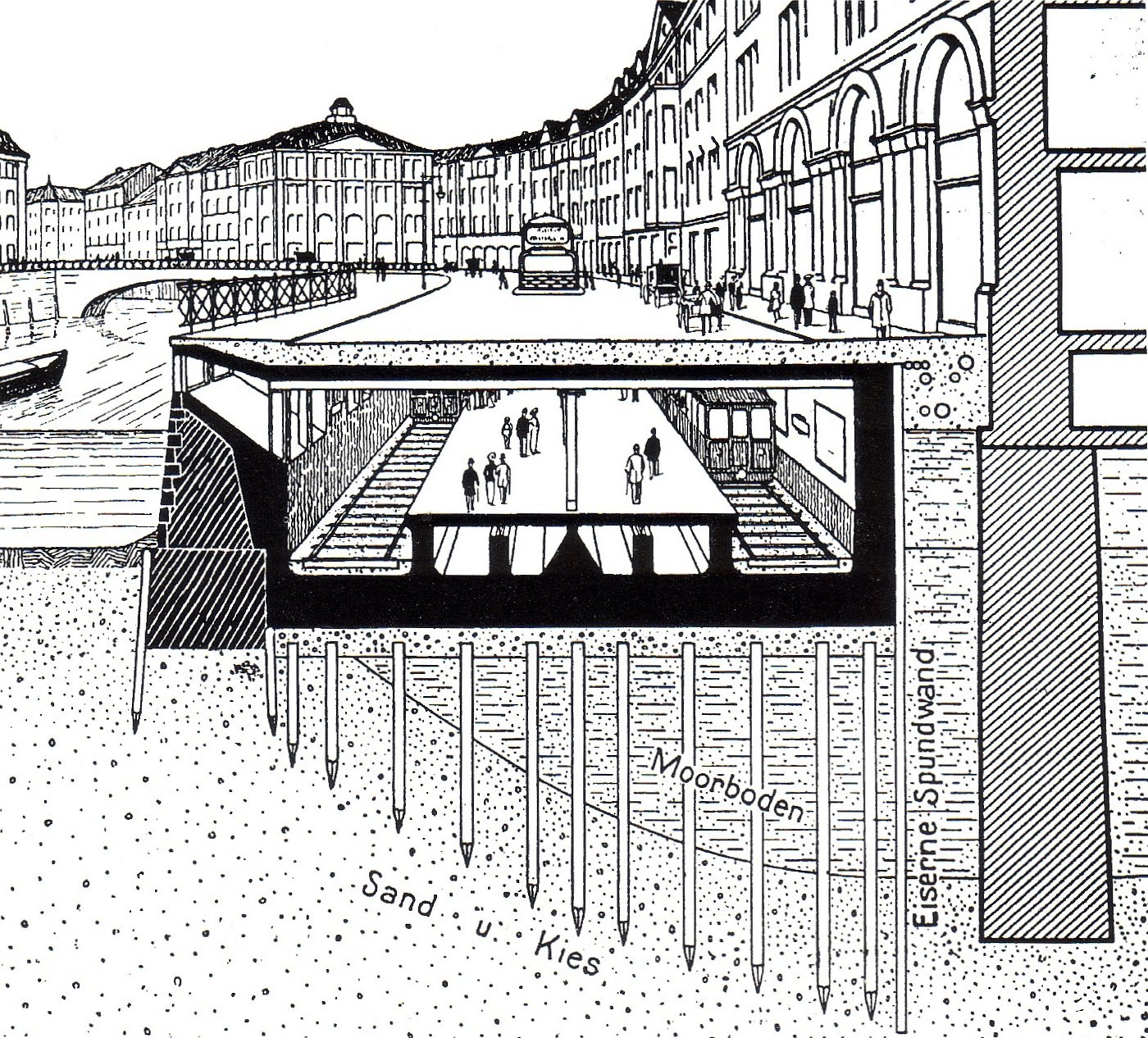
지하 안정을 위해서 쌓은 옹벽

첫 구간의 계획된 종착역인 슈피텔마르크트역은 슈프레강에 맞닿아 있었기 때문에 지반이 불안정했다. 지반 안정화를 위해서 지하로 최대 15 m 깊이의 말뚝을 박아야 했고, 인접해 있는 건물을 지지하기 위해서 16 m 깊이의 옹벽을 설치해야 했다. 역을 건설하면서 중세 시대의 성벽 유적 및 과거 흑사병 묘지가 발굴되었다. 발굴된 유골과 유해는 프리드리히스펠데 묘지에 이장되었다.

### 개통
1908년 10월 1일 포츠다머 플라츠-슈피텔마르크트역 구간과 함께 중간 종착역으로 영업을 시작했다. 당시 이 역에서는 빌헬름플라츠(현재의 리하르트바그너플라츠역)역, 바르샤우어 브뤼케역 방면으로 열차가 운행했다.
이 역의 독특한 지하 채광 구조는 쇠네베르크 지역에 건설된 당시의 슈타트파르크역에만 비슷한 것이 존재했으며, 슈프레강을 따라서 건설된 다른 역에는 이러한 구조가 채용되지 않았다. 지하 약 3 m 깊이에 창문이 3개씩 15개 군으로 설치되어 있어서 슈프레강을 바라볼 수 있었다. 채광 효과를 극대화하기 위해서 창문 주위로 깔때기 형태로 통로를 만들었다. 베를린 시내 및 시외에 설치되어 있는 수문으로 베를린 시내의 슈프레강 수위는 일정하게 유지되어 있었기 때문에 슈프레강 수위 증가로 인한 침수 가능성은 낮았다. 국가의회 의사당 건물을 지나는 U반 노선 계획 시기에도 강을 조망할 수 있는 지하역 건설이 계획되어 있었다. 역사 설계는 알프레드 그레난데르가 담당했으며, 역사 승강장 외벽, 차장실, 기둥의 주 색상으로 파란색을 선정했다. 섬식 승강장 길이는 110.2 m, 너비는 7.6 m이며, 역 승강장의 높이는 2.6 m, 지하 3.7 m에 위치해 있다. 역 동쪽으로 인상선이 3선 설치되어 있으며, 이 중 외선 2선은 차후 연장 시 복선으로 편입되었다.

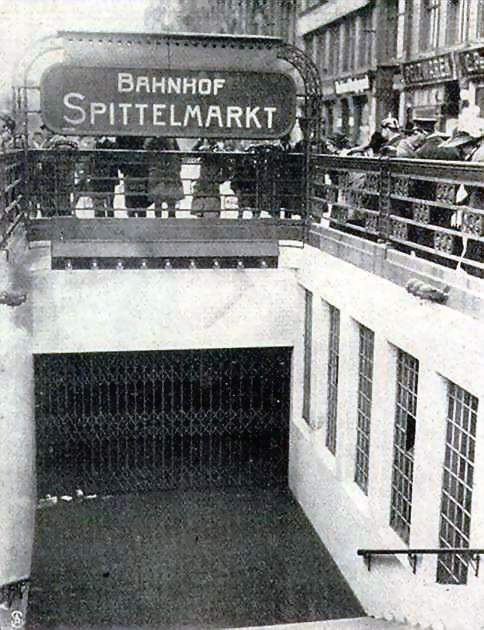
슈프레 터널 건설 당시 침수된 역

당시 슈피텔마르크트 일대는 다양한 상점, 노면전차 노선, 마차 운행 등으로 유동 인구가 많았다. 알렉산더 광장 일대 개발은 당시에는 진행되지 않았기 때문에 1910년 3월이 되어서야 추가 연장이 진행되었다. 클로스터슈트라세(Klosterstraße) 일대의 슈프레 터널 건설은 난공사였다. 강 하부를 통과하는 공사를 진행하는 중 1912년 3월 27일 침수 사고가 발생했다. 이로 인하여 라이프치거 플라츠역까지만 열차를 운행할 수 밖에 없었다. 그 해 4월 2일이 되어서야 슈피텔마르크트역 운영이 정상화되었다. 사고 이후 모든 하저 터널 진입과 진출부에는 방수문과 방수 공간이 설치되어서 한 구간에서의 침수 피해가 다른 구간으로 확대되지 않도록 조치했다. 1913년 7월 1일 알렉산더플라츠 구간으로 연장되면서 중간 종착역에서 벗어났고, 같은 해 7월 27일에는 베를린 순환선의 쇤하우저 알레역까지 연결되었다.
그 후에는 노선 연장에 따른 종착역 변경 이외에는 역 자체에 큰 변경이 없었다. 호흐반게젤샤프트에서는 이 역 바로 근처에 증기선 선착장을 건설하려고 했으나 실현되지는 않았다. 빛의 반사를 증대시키기 위해서 대리석으로 창문부를 마감하려는 계획도 실현되지 않았다.

### 제2차 세계 대전
폭격 피해를 방지하기 위한 등화관제로 국가내무부(Reichsministerium des Innern)에서는 1940년에 BVG에 창문을 폐쇄할 것을 요청했다. 창문 폐쇄 이후에도 수십년간은 과거 창문의 흔적을 볼 수 있었다. 폭격으로 인한 지하철 운행 중단이 잦았기 때문에 슈피텔마르크트역으로는 열차가 종종 운행하지 않았다. 1945년 2월 3일에는 역이 폭격 피해를 입었고 승강장 부분이 손상되었다. 슈프레강과 닿아 있는 역 북쪽으로는 피해를 입지 않아서 역이 침수되지는 않았다. 1945년 5월 S반 남북터널이 폭파되면서 인근의 U반 노선도 침수되었고, 슈피텔마르크트역 역시 침수되었다. 전력 부족으로 인하여 열차 운행은 중단되었다.
종전 이후 1945년 5월 17일부터 룰레벤-크니 구간 운행이 복구되었지만, 슈피텔마르크트역은 손상으로 인하여 1945년 7월 31일이 되어서야 열차 운행이 일부 복구되었다. 슈타트미테-메르키셰스 무제움간 단선 운행으로 복구되었고, 종착역에서 다음 구간 열차와 연계되었다. 1946년 9월 15일 양방향 운행이 복구되었다.

### 동독 시기
1961년 이후부터 서베를린 방면으로의 열차가 중단되었다. 알렉산더 광장 일대로 동베를린의 새로운 도심이 개발되고, 슈피텔마르크트역 일대가 라이프치거 슈트라세 도로 확장으로 인하여 광장 구조를 잃어 버리면서 승객 수가 감소했다. 1960년대에 역 개보수공사가 진행되었으나 슈프레강을 향한 창문은 재개방되지 않았다. 역사 외벽에는 새로운 밝은 파란색 타일이 설치되었고, 광고판이 철거되었다. 1986년 베를린 750주년을 맞이하여 진행된 개보수공사에서도 창문 부분 개방은 건축물의 불안정한 상태 때문에 제외되었다.

### 재통일 이후
독일의 재통일 이후인 1993년에 동서간 전 구간 직통 운행이 복구되었다. 동독 시기에는 유지 관리가 최소화되어 있었기 때문에 전면적인 개보수공사가 필요했다.
1998년 첫 공사가 시작되었고, BVG에서는 창문 재개방을 위한 시험 굴착을 진행했다. 시험 굴착 이후 창문 세 개를 개방했다. 재정적인 문제로 계획이 완성되지는 못했고, 굴착 과정에서 사용된 중장비는 계속 역에 유치되어 있었다. 1999년 4사분기까지 서쪽 출입구 공사가 진행되었다. 2003년 10월에는 나머지 창문이 모두 개방되었다.
2005년 3월 BVG에서는 슈피텔마르크트-슈타트미테 구간의 재건축을 예고했고, 이 과정에서 슈피텔마르크트역의 원형 복원이 같이 진행되었다. 2006년 5월까지 BVG와 독일 연방정부에서 개보수공사 비용 250만 유로를 투입하여 창문을 완전히 개방하고, 역사 내부 외벽, 조명을 개선하고, 동부 출입구를 개보수하고 역사를 재도색하는 작업이 진행되었다. 역이 슈프레강에 인접해 있다는 사실에 착안해서, 사용되지 않은 광고판에는 프리드리히 알베르트 슈바르츠(Friedrich Albert Schwartz)의 베를린과 물(Berlin und Wasser) 주제의 사진을 게시했다. 역 개보수공사가 완료된 이후부터는 야간에 창문 부분에 파란색 조명이 점등된다. 1945년 이후의 구조 변경 때문에 건축 유산으로 지정되지 않았다.
원래 계획으로는 개보수공사 작업 중에 엘리베이터가 설치될 예정이었다. 2000년 당시 엘리베이터 설치 비용으로 250만 마르크 예산을 계산했다. 2008년이 되어서야 역 승강장 서쪽에 엘리베이터가 설치되었고, 설치 비용은 29만 유로이다.

## 인접 철도역
베를린 버스 200, 248, 265번과 환승할 수 있다.
| 베를린 지하철 2호선              | 베를린 지하철 2호선 | 베를린 지하철 2호선         |
| -------------------------------- | ------------------- | --------------------------- |
| 하우스포그타이플라츠 룰레벤 방면 | U2                  | 메르키셰스 무제움 팡코 방면 |